# Riglă

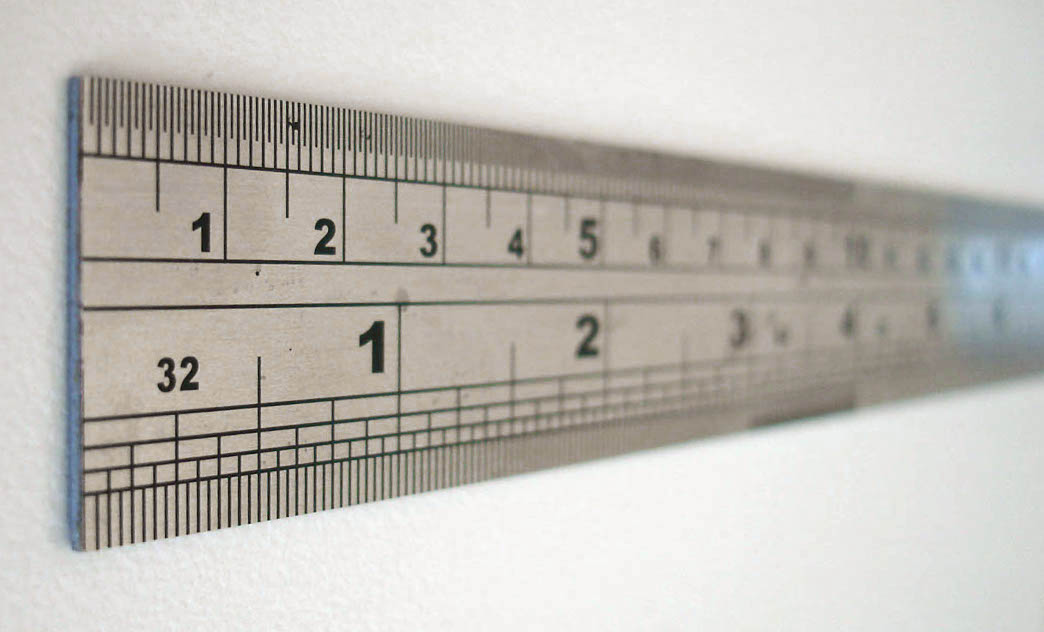
Riglă de oțel văzută din perspectivă

Rigla, numită cel mai des lineal, este un instrument folosit în geometrie, desen tehnic și inginerie sau construcții pentru a măsura distanțe (de obicei scurte) și/sau pentru a desena linii drepte. Constă într-o bucată subțire de lemn, metal sau plastic, de obicei dreptunghiulară, uneori gradată pentru mai multă precizie.

## Istorie
Riglele erau făcute din fildeș și erau folosite în civilizația din Valea Indului, încă dinainte de anul 1500 î.Hr. Excavații la Lothal au scos la lumină o astfel de riglă cu o gradație de mai mică de o șaisprezecime de țol (mai puțin de 2 milimetri). 
„Rigla Mohenjo-Daro este împărțită în unități ce corespund la 1,32 țoli (33,5 milimetri) și care sunt marcate cu o precizie uluitoare - de până la 0,005 dintr-un țol. Cărămizi vechi care au fost găsite în această zonă corespund acestor unități.”—Ian Whitelaw

## Tipuri

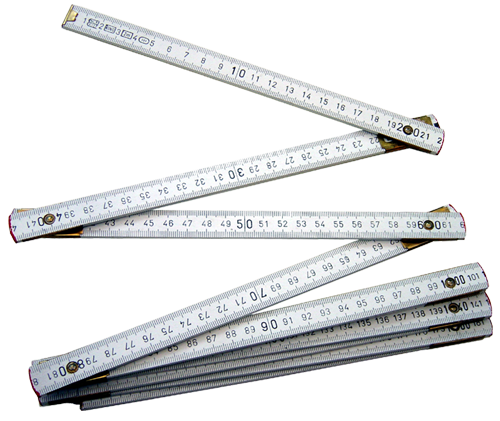
Riglă de 2 metri, pliantă, denumită și metru de tâmplărie

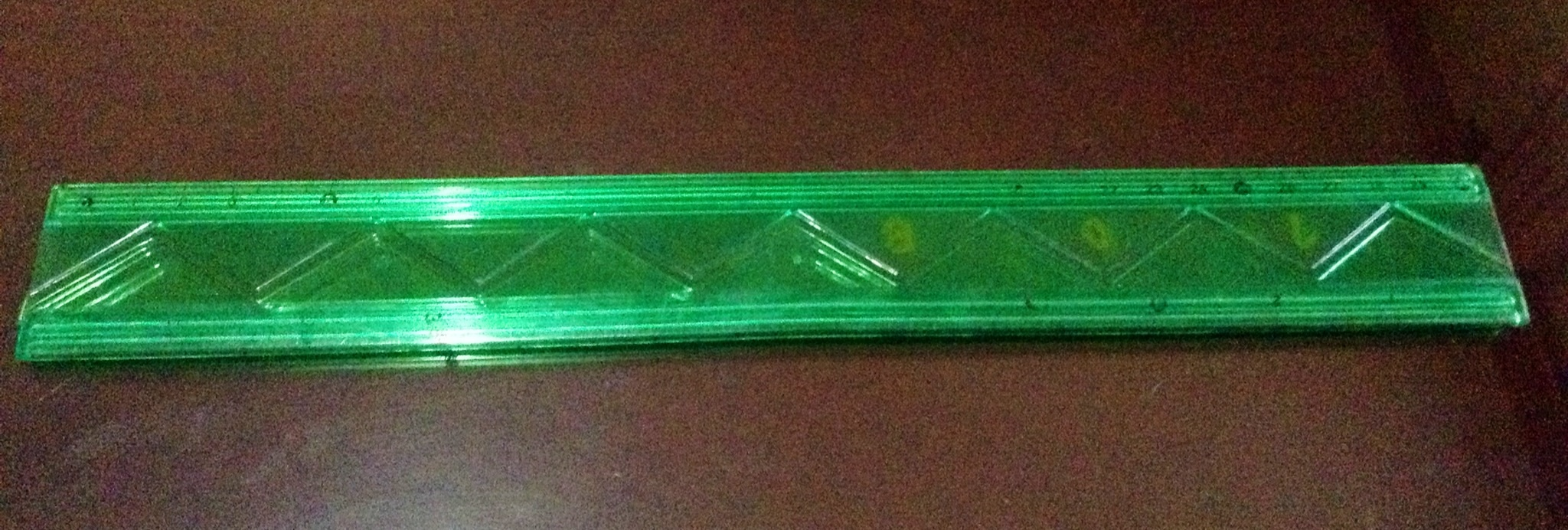
Riglă flexibilă

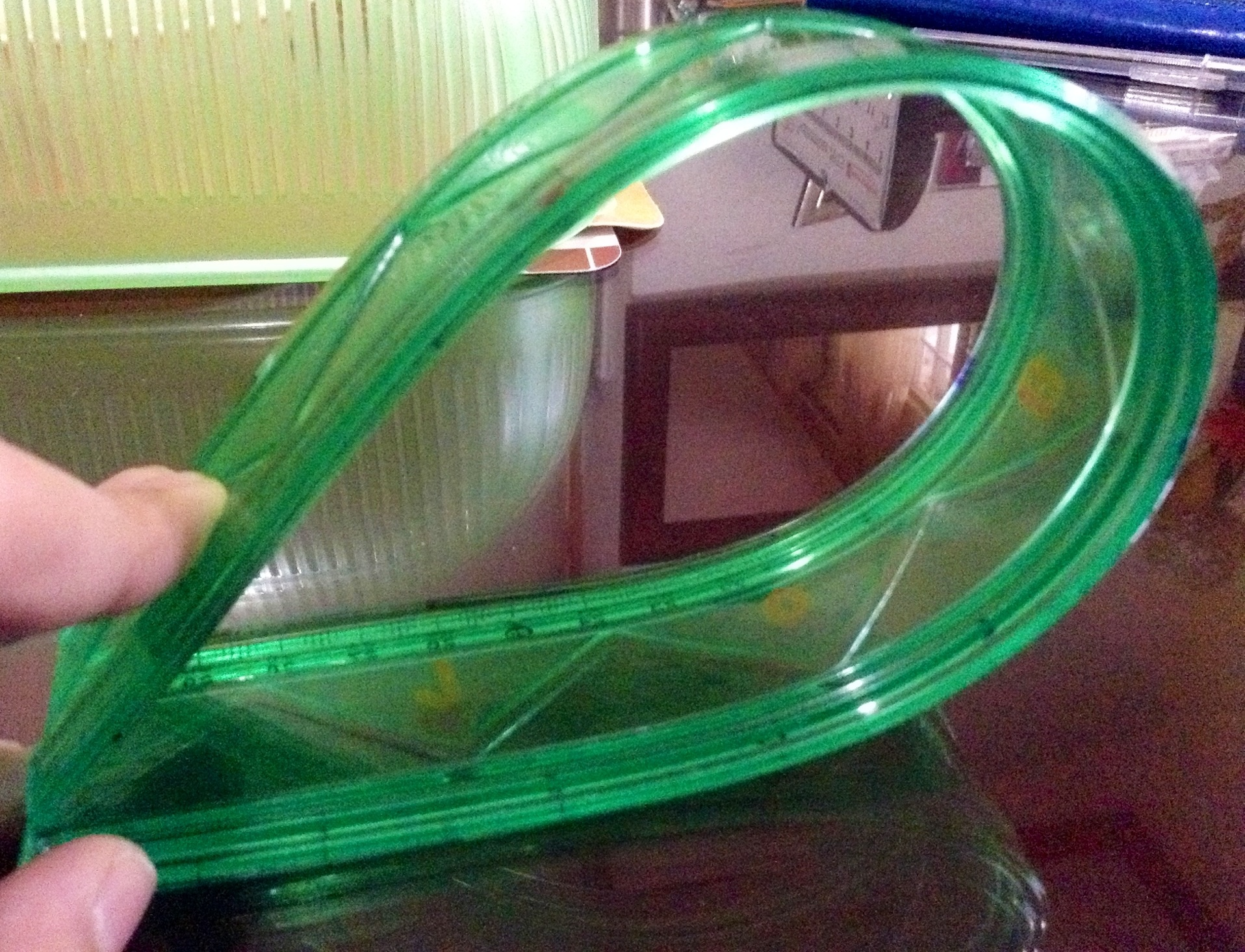
Riglă flexată

La o riglă, gradațiile încep de la capătul acesteia, adesea se găsește un spațiu liber între capătul riglei și prima gradație. Riglele au fost făcute din lemn într-o largă varietate de mărimi. Plasticul este de asemenea folosit de când a fost inventat; el poate fi modelat în forma gradajelor în loc să fie scrijelit, așa cum s-ar proceda cu lemnul. Metalul este folosit pentru rigle mai durabile, uneori canturi metalice sunt folosite pentru o durabiliate mai mare atunci când rigla e folosită mai mult pentru trasarea liniilor drepte decât pentru măsurarea distanțelor. Riglele mai scurte, cele de 30 de centimetri sunt ținute în birou pentru desen. Cele mai lungi, de 45 cm sunt mai rare, dar necesare de asemenea în anumite cazuri. Există și rigle și mai lungi, pliante, de 1 sau 2 metri, sub numele de metru.
Riglele de birou sunt folosite pentru trei scopuri principale: măsurare, desenarea liniilor drepte sau pentru ruperea unui material pe traiectorie dreaptă. Alte tipuri de rigle sunt portabile, pliabile (cum ar fi metrul tâmplarului sau retractabile (cum ar fi ruleta). Ilustrația de mai sus arată un metru de 2 metri retractabil, care se poate plia până la dimensiunea de 20 cm, astfel putând fi purtat în buzunar.

## Aplicații în geometrie
În geometrie, termenul de riglă de obicei se referă la o riglă negradată, folosită la desenarea dreptelor între două puncte.
Spre exemplu, construcțiile de figuri geometrice cu rigla și compasul se referă la construcțiile de figuri geometrice cu rigla negradată și compasul. Este posibilă împărțirea unui unghi în două unghiuri congruente folosind doar compasul și rigla negradată. Acest lucru poate fi dovedit, însă împărțirea unui unghi în trei unghiuri congruente este imposibilă cu rigla negradată, ci doar cu cea gradată.